# Geologische provincie

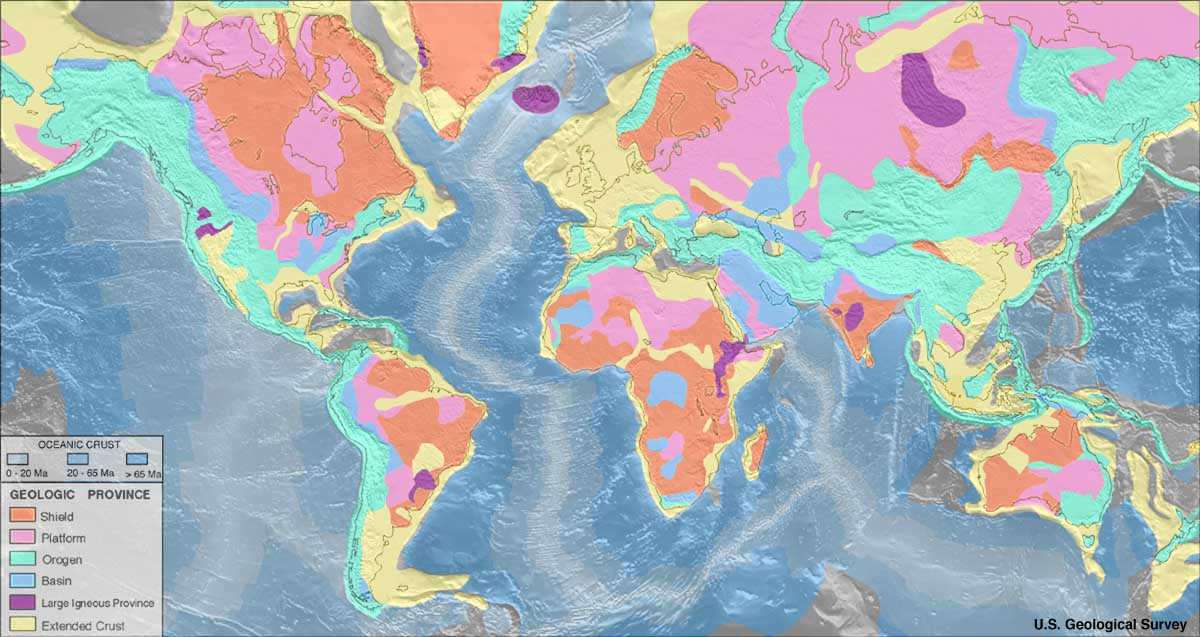
Geologische provincies van de wereld (USGS)
Schild
Platform
Orogeen
Sag basin
Large igneous province
Verdunde korst
Oceaankorst:
0–20 Ma
20–65 Ma
>65 Ma

Een geologische provincie (Engels: geologic province) is een gebied, meestal ter grootte van een deel van een continent, met min of meer dezelfde geologie, landschappen en/of geomorfologie. De term wordt vooral in Noord-Amerika gebruikt, een continent dat makkelijk in geologische provincies in te delen is. In veel andere werelddelen, zoals Europa, wordt de term minder gebezigd.

## Voorbeelden van geologische provincies
Een geologische provincie waar het continent tektonisch relatief inactief is en de onderkorst bestaat uit al miljarden jaren stabiele continentale lithosfeer, wordt een kraton genoemd. In bepaalde gebieden kan het kraton zelfs aan de oppervlakte liggen, deze plekken worden schilden genoemd. Grote aaneengesloten gebieden waar de oude lithosfeer overdekt is met jongere gesteenten worden platforms genoemd.
Provincies waar de korst bestaat uit een samenvoeging van op en over elkaar liggende blokken als gevolg van compressietektoniek worden orogenen genoemd. Wanneer orogenen geologisch jong zijn, is er vaak sprake van een sterk reliëf, zoals bij gebergten. Bij oudere orogenen hoeft dit niet het geval te zijn.
Provincies waar de korst bestaat uit van elkaar afgeschoven blokken worden bekkens genoemd (Engels: basin). Deze situatie komt voor als gevolg van extensietektoniek (korstverdunning). Bekkens kunnen sterk verschillende maten en vormen hebben en alleen de grootste bekkens (zoals sag basins of oceanische bekkens) worden als een enkele provincie gezien. Een opeenvolging van kleinere bekkens, afgewisseld met gebieden die niet tektonisch beïnvloed zijn, kan ook een provincie vormen, zoals het geval is bij een basin and range-situatie.
Zogenaamde large igneous provinces zijn gebieden waar als gevolg van grootschalig magmatisme en vulkanisme de korst geheel uit stollingsgesteente bestaat. Dit kan bijvoorbeeld het geval zijn boven oude hot spots.